# Wappenweg Bielefeld
Der Wappenweg Bielefeld rund um die Stadt mit 88,8 km folgt in seinem Verlauf nach Möglichkeit den Grenzen der Stadt Bielefeld. Er übernimmt die Funktion der alten Schnatwege, auf denen früher die Grenzen einer Gemeinde abgeschritten wurden. Gleichzeitig soll er die Abwechslung und Vielfalt des Bielefelder Raumes zeigen. In seinem nördlichen Teil führt er in leichtem Auf und Ab durch das Ravensberger Hügelland, überquert zweimal den Teutoburger Wald und verläuft im südlichen Teil durch die Ebene der Senne. Die Markierung symbolisiert das Wappen der ehemaligen Grafschaft Ravensberg – drei Sparren im silbernen Schild. Die Wanderung über den Wappenweg kann an jeder beliebigen Stelle des Weges begonnen und beendet werden. Für den Wappenweg zeichnet der Teutoburger-Wald-Verband e.V. verantwortlich. Der Wappenweg ist ein Urkundenweg. Der Teutoburger-Wald-Verein Bielefeld e.V. verschickt bei erfolgreicher Erwanderung gegen eine Gebühr Urkunde und Wandernadel.
Der Weg passiert die folgenden lokalen Wegpunkte:
- Rollkrug
- Gut Menkhausen
- Oerlinghausen
- Dalbke
- Eckhardtsheim
- Windflöte
- Ummeln
- Quelle
- Schwedenschanze
- Dornberg
- Jöllenbeck
- Brake
- Milse
- Heepen
- Gut Eckendorf
- Ubbedissen

## Wappenweg-Lauf
Als sportliches Ereignis findet auf dem Wappenweg der "Wappenweg-Ultralauf-Bielefeld" mit dem "WUB" über 100 km und dem "Puddingthon" über 50 km auf einem Abschnitt davon statt.

## Belege
1. ↑  Teutoburger-Wald-Verband. Archiviert vom Original (nicht mehr online verfügbar) am 24. Juni 2016; abgerufen am 24. Juni 2016.  Info: Der Archivlink wurde automatisch eingesetzt und noch nicht geprüft. Bitte prüfe Original- und Archivlink gemäß Anleitung und entferne dann diesen Hinweis.
2. ↑  Teutoburger-Wald-Verein Bielefeld e.V.
3. ↑  Urkunde und Wandernadel
4. ↑  Wappenweg-Ultralauf-Bielefeld. Abgerufen am 24. Juni 2016.